# Panorpa lugubris
Panorpa lugubris – gatunek wojsiłki z rodziny wojsiłkowatych (Panorpidae). 

## Opis
Skrzydła czarne z białymi plamkami. Odnóża, a także głowa wraz z ryjkiem i czułkami w pełni czarne. Odwłok krwistoczerwony z czarnym zakończeniem. Koniec odwłoka samca podwinięty ku górze, wyposażony w charakterystyczne hakowate przydatki używane w trakcie kopulacji.

## Biologia
Imagines obserwowane od września do grudnia, choć sporadycznie notowane są małe pojawy od połowy kwietnia do czerwca. Zamieszkują piaszczyste tereny otwarte lub słabo zalesione, porośnięte skąpą roślinnością trawiastą i krzewiastą. Żywi się głównie padliną martwych owadów. Larwy wszystkożerne; spożywają zarówno pokarm mięsny, jak i roślinny.

## Występowanie
Zakres występowania ograniczony do południowowschodniego wybrzeża Stanów Zjednoczonych. Panorpa lugubris stwierdzona została w Wirginii, Karolinie Północnej, Karolinie Południowej, Georgii, Florydzie i Luizjanie. Na Florydzie uznawana jest za najpospolitszy gatunek z występujących tam wojsiłek.